# Rotterdam Open 2010
Il Rotterdam Open 2010, conosciuto anche con il nome di ABN AMRO World Tennis Tournament 2010 per ragioni di sponsorizzazione, è stato un torneo di tennis che si è giocato sul cemento indoor. È stata la 37ª edizione del Rotterdam Open, facente parte dell'ATP World Tour 500 series nell'ambito dell'ATP World Tour 2010. Si è giocato nell'impianto dell'Ahoy Rotterdam a Rotterdam nei Paesi Bassi, 
dall'8 al 14 febbraio 2010.

## Giocatori

### Teste di Serie
| Nazione            | Giocatore         | Ranking | Testa di Serie |
| ------------------ | ----------------- | ------- | -------------- |
| Serbia (bandiera)  | Novak Đoković     | 2       | 1              |
| Russia (bandiera)  | Nikolaj Davydenko | 6       | 2              |
| Svezia (bandiera)  | Robin Söderling   | 8       | 3              |
| Francia (bandiera) | Gaël Monfils      | 13      | 4              |
| Spagna (bandiera)  | Tommy Robredo     | 15      | 5              |
| Russia (bandiera)  | Michail Južnyj    | 20      | 6              |
| Croazia (bandiera) | Ivan Ljubičić     | 24      | 7              |
| Serbia (bandiera)  | Viktor Troicki    | 31      | 8              |

- Ranking del 1º febbraio

### Altri giocatori
I seguenti giocatori hanno ricevuto una wild card per il tabellone principale:
- Thiemo de Bakker
- Robin Haase
- Robin Söderling

I seguenti giocatori si sono qualificati per il tabellone principale:

- Stéphane Bohli
- Andrej Golubev
- Marsel İlhan
- Igor Sijsling

## Campioni

### Singolare
Robin Söderling ha battuto in finale  Michail Južnyj con il punteggio di 6–4, 2-0 ritiro.

### Doppio
Daniel Nestor /  Nenad Zimonjić hanno battuto in finale  Simon Aspelin /  Paul Hanley con il punteggio di 6–4, 4–6, 10–7.

## Altri eventi

### Carrozzina

#### Singolare
Stephane Houdet ha battuto in finale  Ronald Vink con il punteggio di 6–3, 6–3.